# Gârda-Bărbulești
Gârda-Bărbulești – wieś w Rumunii, w okręgu Alba, w gminie Roșia Montană. W 2011 roku liczyła 90 mieszkańców.